# Strophanthus amboensis
Strophanthus amboensis là một loài thực vật có hoa trong họ La bố ma. Loài này được (Schinz) Engl. & Pax miêu tả khoa học đầu tiên năm 1892.